# Landolphia landolphioides
Landolphia landolphioides là một loài thực vật có hoa trong họ La bố ma. Loài này được (Hallier f.) A.Chev. mô tả khoa học đầu tiên năm 1948.